# 河辺郡
- 令制国一覧 > 東山道 > 羽後国 > 河辺郡
- 日本 > 東北地方 > 秋田県 > 河辺郡

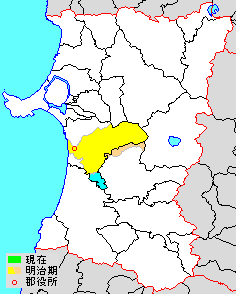
秋田県河辺郡の範囲（水色：後に他郡から編入された区域 薄黄：後に他郡に編入した区域）

河辺郡（かわべぐん）は、秋田県（出羽国・羽後国）にあった郡。寛文4年（1664年）までは豊島郡（としまぐん）といった。

## 郡域
1878年（明治11年）に行政区画として発足した当時の郡域は、以下の区域にあたる。
- 秋田市の一部（雄和新波・雄和繋・雄和神ケ村・雄和碇田・雄和萱ケ沢・雄和向野[1]および下浜各町を除く新屋各町、牛島各町、上北手各町、下北手各町、河辺各町以南）
- 大仙市の一部（協和船岡・協和船沢）

## 歴史
- 倭名類聚抄 (934年頃成立)以前に設置された郡郷は、川合郷、中山郷、邑知郷、田郡郷、大泉郷(道川付近)、稻城郷、芹泉郷(荇泉郷)、餘戸郷の8郷である。
- 元和8年（1622年） - 山形藩最上氏領であった由利郡浜田村が、領土交換により久保田藩佐竹氏領となり豊島郡へ移った[2]。
- 寛文4年（1664年）4月 - 豊島郡が改称して河辺郡となる。

### 近代以降の沿革
- 幕末時点では出羽国に所属し、全域が久保田藩領であった。「旧高旧領取調帳」に記載されている明治初年時点に存在した村は以下の通り。（59村）

百三段新屋村、百三段石田坂村、四ツ小屋村、小山村、小阿地村、目長田村、百三段浜田村、豊巻村、相川村、戸賀沢村、下黒瀬村、平沢村、椿川村、芝野新田村、田草川村、畑谷村、末戸村、松本新田村、石田村、種沢村、平尾鳥村、左手子村、妙法村、女米木村、野田高屋村、豊成村、北野田高屋村、古野村、松淵村、式田宮崎村、諸井村、高岡村、赤平村、大沢村、岩見村、三内村、船沢村、神内村、船岡村、大張野村、御所野村、猿田村、小山田村、大山田村、仁井田村、百崎村、柳館村、寒川村、荒巻村、柳原新田村、牛島村、松崎村、桜村、通沢村、宝川村、黒川村、梨平村、大戸村、大杉沢村
- 明治元年12月7日（1869年1月19日） - 出羽国が分割され、本郡は羽後国の所属となる。
- 明治4年
  - 1月13日（1871年3月3日） - 久保田藩が改称して秋田藩となる。
  - 7月14日（1871年8月19日） - 廃藩置県により藩領が秋田県となる。
  - 11月2日（1871年12月13日） - 第1次府県統合により秋田県の管轄となる。
- 明治6年 - 式田宮崎村が和田村に、野田高屋村が戸島村に改称する。
- 明治11年（1878年）（59村）
  - 12月23日 - 郡区町村編制法の秋田県での施行により行政区画としての河辺郡が発足。郡役所を牛島村に設置。
  - 末戸村・松本新田村が合併して末戸松本村となる。
  - 百三段新屋村の一部として扱われていた百三段新屋比内南町が独立。

### 町村制施行後の沿革

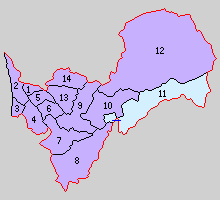
1.牛島村 2.新屋村 3.浜田村 4.豊岩村 5.仁井田村 6.四ツ小屋村 7.川添村 8.中川村 9.豊島村 10.和田村 11.船岡村 12.岩見三内村 13.上北手村 14.下北手村（紫：秋田市 水色：大仙市）

- 明治22年（1889年）4月1日 - 町村制の施行により以下の町村が発足。特記以外は全域が現・秋田市。（14村）
  - 牛島村 ← 牛島村、柳原新田村
  - 新屋村 ← 百三段新屋村、百三段新屋比内南町
  - 浜田村（百三段浜田村が単独村制）
  - 豊岩村 ← 豊巻村、百三段石田坂村、小山村
  - 仁井田村 ← 仁井田村、目長田村
  - 四ツ小屋村 ← 四ツ小屋村、小阿地村、末戸松本村
  - 川添村 ← 椿川村、田草川村、芝野新田村、下黒瀬村、平沢村、石田村、妙法村
  - 中川村 ← 種沢村、平尾鳥村、左手子村、相川村、女米木村、戸賀沢村
  - 豊島村（第1次） ← 戸島村、北野田高屋村、松淵村、畑谷村、豊成村
  - 和田村 ← 和田村、諸井村、高岡村、赤平村、大沢村、大張野村、神内村
  - 船岡村 ← 船岡村、船沢村（現・大仙市）
  - 岩見三内村 ← 三内村、岩見村
  - 上北手村 ← 猿田村、大山田村、古野村、御所野村、百崎村、大戸村、大杉沢村、小山田村、荒巻村
  - 下北手村 ← 桜村、松崎村、柳館村、寒川村、通沢村、梨平村、黒川村、宝川村
- 明治24年（1891年）4月1日 - 郡制を施行。
- 明治26年（1893年）
  - 1月7日 - 郡役所が牛島警察署とともに焼失。
  - 11月30日 - 郡役所再建、業務再開。
- 明治28年（1895年）11月20日 - 中川村の一部（種沢・平尾鳥・左手子）に種平村、残部（相川・女米木・戸賀沢）に戸米川村がそれぞれ発足。（15村）
- 明治29年（1896年）
  - 5月16日 - 牛島村が町制施行して牛島町となる。（1町14村）
  - 6月1日 - 新屋村が町制施行して新屋町となる。（2町13村）
- 大正12年（1923年）4月1日 - 郡会が廃止。郡役所は存続。
- 大正13年（1924年）4月1日 - 牛島町が秋田市に編入。（1町13村）
- 大正15年（1926年）7月1日 - 郡役所が廃止。以降は地域区分名称となる。
- 昭和10年（1935年）1月1日 - 和田村が町制施行して和田町となる。（2町12村）
- 昭和16年（1941年）4月1日 - 新屋町が秋田市に編入。（1町12村）
- 昭和17年（1942年）4月1日 - 豊島村（第1次）が和田町に編入。（1町11村）
- 昭和23年（1948年）4月1日 - 由利郡大正寺村の所属郡が本郡に変更。（1町12村）
- 昭和25年（1950年）7月1日 - 和田町の一部（戸島・北野田高屋・松淵・畑谷・豊成）が分立して豊島村（第2次）が発足。（1町13村）
- 昭和29年（1954年）10月1日 - 浜田村・豊岩村・仁井田村・四ツ小屋村・上北手村・下北手村が秋田市に編入。（1町7村）
- 昭和30年（1955年）3月31日
  - 和田町・豊島村・岩見三内村が合併して河辺町が発足。
  - 船岡村が仙北郡荒川村・峰吉川村・淀川村と越境合併して仙北郡協和村（現・大仙市）が発足。（1町4村）
- 昭和31年（1956年）9月30日 - 戸米川村・種平村・大正寺村が合併して雄和村が発足。（1町2村）
- 昭和32年（1957年）6月1日 - 川添村が雄和村に編入。（1町1村）
- 昭和47年（1972年）4月1日 - 雄和村が町制施行して雄和町となる。（2町）
- 平成17年（2005年）1月11日 - 河辺町・雄和町が秋田市に編入。同日河辺郡消滅。秋田県内では明治11年（1878年）の郡の再編以来、初の郡消滅となった。

### 変遷表
| 所 属 郡 | 明治以前       | 明治初年 - 明治22年         | 明治22年 4月1日 町村制施行 | 明治22年 - 明治45年         | 大正元年 - 昭和19年         | 昭和20年 - 昭和29年            | 昭和30年 - 昭和39年                | 昭和40年 - 昭和64年        | 平成元年 - 現在              | 現在   |
| -------- | -------------- | --------------------------- | -------------------------- | --------------------------- | --------------------------- | ------------------------------ | ---------------------------------- | -------------------------- | ---------------------------- | ------ |
| 河 辺 郡 | 船岡村         | 船岡村                      | 船岡村                     | 船岡村                      | 船岡村                      | 船岡村                         | 昭和30年3月31日 仙北郡協和村の一部 | 昭和44年4月1日 町制 協和町 | 平成17年3月22日 大仙市の一部 | 大仙市 |
| 河 辺 郡 | 船沢村         | 船沢村                      | 船岡村                     | 船岡村                      | 船岡村                      | 船岡村                         | 昭和30年3月31日 仙北郡協和村の一部 | 昭和44年4月1日 町制 協和町 | 平成17年3月22日 大仙市の一部 | 大仙市 |
| 河 辺 郡 | 牛島村         | 牛島村                      | 牛島村                     | 明治29年5月16日 町制 牛島町 | 大正13年4月1日 秋田市に編入 | 秋田市                         | 秋田市                             | 秋田市                     | 秋田市                       | 秋田市 |
| 河 辺 郡 | 柳原新田村     | 柳原新田村                  | 牛島村                     | 明治29年5月16日 町制 牛島町 | 大正13年4月1日 秋田市に編入 | 秋田市                         | 秋田市                             | 秋田市                     | 秋田市                       | 秋田市 |
| 河 辺 郡 | 百三段新屋村   | 百三段新屋村                | 新屋村                     | 明治29年6月1日 町制 新屋町  | 昭和16年4月1日 秋田市に編入 | 秋田市                         | 秋田市                             | 秋田市                     | 秋田市                       | 秋田市 |
| 河 辺 郡 | 百三段新屋村   | 明治11年 百三段新屋比内南町 | 新屋村                     | 明治29年6月1日 町制 新屋町  | 昭和16年4月1日 秋田市に編入 | 秋田市                         | 秋田市                             | 秋田市                     | 秋田市                       | 秋田市 |
| 河 辺 郡 | 百三段浜田村   | 百三段浜田村                | 浜田村                     | 浜田村                      | 浜田村                      | 昭和29年10月1日 秋田市に編入   | 秋田市                             | 秋田市                     | 秋田市                       | 秋田市 |
| 河 辺 郡 | 豊巻村         | 豊巻村                      | 豊岩村                     | 豊岩村                      | 豊岩村                      | 昭和29年10月1日 秋田市に編入   | 秋田市                             | 秋田市                     | 秋田市                       | 秋田市 |
| 河 辺 郡 | 百三段石田坂村 | 百三段石田坂村              | 豊岩村                     | 豊岩村                      | 豊岩村                      | 昭和29年10月1日 秋田市に編入   | 秋田市                             | 秋田市                     | 秋田市                       | 秋田市 |
| 河 辺 郡 | 小山村         | 小山村                      | 豊岩村                     | 豊岩村                      | 豊岩村                      | 昭和29年10月1日 秋田市に編入   | 秋田市                             | 秋田市                     | 秋田市                       | 秋田市 |
| 河 辺 郡 | 仁井田村       | 仁井田村                    | 仁井田村                   | 仁井田村                    | 仁井田村                    | 昭和29年10月1日 秋田市に編入   | 秋田市                             | 秋田市                     | 秋田市                       | 秋田市 |
| 河 辺 郡 | 目長田村       | 目長田村                    | 仁井田村                   | 仁井田村                    | 仁井田村                    | 昭和29年10月1日 秋田市に編入   | 秋田市                             | 秋田市                     | 秋田市                       | 秋田市 |
| 河 辺 郡 | 四ツ小屋村     | 四ツ小屋村                  | 四ツ小屋村                 | 四ツ小屋村                  | 四ツ小屋村                  | 昭和29年10月1日 秋田市に編入   | 秋田市                             | 秋田市                     | 秋田市                       | 秋田市 |
| 河 辺 郡 | 小阿地村       | 小阿地村                    | 四ツ小屋村                 | 四ツ小屋村                  | 四ツ小屋村                  | 昭和29年10月1日 秋田市に編入   | 秋田市                             | 秋田市                     | 秋田市                       | 秋田市 |
| 河 辺 郡 | 末戸村         | 明治11年 末戸松本村         | 四ツ小屋村                 | 四ツ小屋村                  | 四ツ小屋村                  | 昭和29年10月1日 秋田市に編入   | 秋田市                             | 秋田市                     | 秋田市                       | 秋田市 |
| 河 辺 郡 | 松本新田村     | 明治11年 末戸松本村         | 四ツ小屋村                 | 四ツ小屋村                  | 四ツ小屋村                  | 昭和29年10月1日 秋田市に編入   | 秋田市                             | 秋田市                     | 秋田市                       | 秋田市 |
| 河 辺 郡 | 猿田村         | 猿田村                      | 上北手村                   | 上北手村                    | 上北手村                    | 昭和29年10月1日 秋田市に編入   | 秋田市                             | 秋田市                     | 秋田市                       | 秋田市 |
| 河 辺 郡 | 大山田村       | 大山田村                    | 上北手村                   | 上北手村                    | 上北手村                    | 昭和29年10月1日 秋田市に編入   | 秋田市                             | 秋田市                     | 秋田市                       | 秋田市 |
| 河 辺 郡 | 古野村         | 古野村                      | 上北手村                   | 上北手村                    | 上北手村                    | 昭和29年10月1日 秋田市に編入   | 秋田市                             | 秋田市                     | 秋田市                       | 秋田市 |
| 河 辺 郡 | 御所野村       | 御所野村                    | 上北手村                   | 上北手村                    | 上北手村                    | 昭和29年10月1日 秋田市に編入   | 秋田市                             | 秋田市                     | 秋田市                       | 秋田市 |
| 河 辺 郡 | 百崎村         | 百崎村                      | 上北手村                   | 上北手村                    | 上北手村                    | 昭和29年10月1日 秋田市に編入   | 秋田市                             | 秋田市                     | 秋田市                       | 秋田市 |
| 河 辺 郡 | 大戸村         | 大戸村                      | 上北手村                   | 上北手村                    | 上北手村                    | 昭和29年10月1日 秋田市に編入   | 秋田市                             | 秋田市                     | 秋田市                       | 秋田市 |
| 河 辺 郡 | 大杉沢村       | 大杉沢村                    | 上北手村                   | 上北手村                    | 上北手村                    | 昭和29年10月1日 秋田市に編入   | 秋田市                             | 秋田市                     | 秋田市                       | 秋田市 |
| 河 辺 郡 | 小山田村       | 小山田村                    | 上北手村                   | 上北手村                    | 上北手村                    | 昭和29年10月1日 秋田市に編入   | 秋田市                             | 秋田市                     | 秋田市                       | 秋田市 |
| 河 辺 郡 | 荒巻村         | 荒巻村                      | 上北手村                   | 上北手村                    | 上北手村                    | 昭和29年10月1日 秋田市に編入   | 秋田市                             | 秋田市                     | 秋田市                       | 秋田市 |
| 河 辺 郡 | 桜村           | 桜村                        | 上北手村                   | 上北手村                    | 上北手村                    | 昭和29年10月1日 秋田市に編入   | 秋田市                             | 秋田市                     | 秋田市                       | 秋田市 |
| 河 辺 郡 | 松崎村         | 松崎村                      | 下北手村                   | 下北手村                    | 下北手村                    | 昭和29年10月1日 秋田市に編入   | 秋田市                             | 秋田市                     | 秋田市                       | 秋田市 |
| 河 辺 郡 | 柳館村         | 柳館村                      | 下北手村                   | 下北手村                    | 下北手村                    | 昭和29年10月1日 秋田市に編入   | 秋田市                             | 秋田市                     | 秋田市                       | 秋田市 |
| 河 辺 郡 | 寒川村         | 寒川村                      | 下北手村                   | 下北手村                    | 下北手村                    | 昭和29年10月1日 秋田市に編入   | 秋田市                             | 秋田市                     | 秋田市                       | 秋田市 |
| 河 辺 郡 | 通沢村         | 通沢村                      | 下北手村                   | 下北手村                    | 下北手村                    | 昭和29年10月1日 秋田市に編入   | 秋田市                             | 秋田市                     | 秋田市                       | 秋田市 |
| 河 辺 郡 | 梨平村         | 梨平村                      | 下北手村                   | 下北手村                    | 下北手村                    | 昭和29年10月1日 秋田市に編入   | 秋田市                             | 秋田市                     | 秋田市                       | 秋田市 |
| 河 辺 郡 | 黒川村         | 黒川村                      | 下北手村                   | 下北手村                    | 下北手村                    | 昭和29年10月1日 秋田市に編入   | 秋田市                             | 秋田市                     | 秋田市                       | 秋田市 |
| 河 辺 郡 | 宝川村         | 宝川村                      | 下北手村                   | 下北手村                    | 下北手村                    | 昭和29年10月1日 秋田市に編入   | 秋田市                             | 秋田市                     | 秋田市                       | 秋田市 |
| 河 辺 郡 | 式田宮崎村     | 明治6年 改称 和田村         | 和田村                     | 和田村                      | 昭和10年1月1日 町制 和田町  | 和田町                         | 昭和30年3月31日 河辺町             | 河辺町                     | 平成17年1月11日 秋田市に編入 | 秋田市 |
| 河 辺 郡 | 諸井村         | 諸井村                      | 和田村                     | 和田村                      | 昭和10年1月1日 町制 和田町  | 和田町                         | 昭和30年3月31日 河辺町             | 河辺町                     | 平成17年1月11日 秋田市に編入 | 秋田市 |
| 河 辺 郡 | 高岡村         | 高岡村                      | 和田村                     | 和田村                      | 昭和10年1月1日 町制 和田町  | 和田町                         | 昭和30年3月31日 河辺町             | 河辺町                     | 平成17年1月11日 秋田市に編入 | 秋田市 |
| 河 辺 郡 | 赤平村         | 赤平村                      | 和田村                     | 和田村                      | 昭和10年1月1日 町制 和田町  | 和田町                         | 昭和30年3月31日 河辺町             | 河辺町                     | 平成17年1月11日 秋田市に編入 | 秋田市 |
| 河 辺 郡 | 大沢村         | 大沢村                      | 和田村                     | 和田村                      | 昭和10年1月1日 町制 和田町  | 和田町                         | 昭和30年3月31日 河辺町             | 河辺町                     | 平成17年1月11日 秋田市に編入 | 秋田市 |
| 河 辺 郡 | 大張野村       | 大張野村                    | 和田村                     | 和田村                      | 昭和10年1月1日 町制 和田町  | 和田町                         | 昭和30年3月31日 河辺町             | 河辺町                     | 平成17年1月11日 秋田市に編入 | 秋田市 |
| 河 辺 郡 | 神内村         | 神内村                      | 和田村                     | 和田村                      | 昭和10年1月1日 町制 和田町  | 和田町                         | 昭和30年3月31日 河辺町             | 河辺町                     | 平成17年1月11日 秋田市に編入 | 秋田市 |
| 河 辺 郡 | 野田高屋村     | 明治6年 改称 戸島村         | 豊島村                     | 豊島村                      | 昭和17年4月1日 和田町に編入 | 昭和25年7月1日 分立 豊島村     | 昭和30年3月31日 河辺町             | 河辺町                     | 平成17年1月11日 秋田市に編入 | 秋田市 |
| 河 辺 郡 | 北野田高屋村   | 北野田高屋村                | 豊島村                     | 豊島村                      | 昭和17年4月1日 和田町に編入 | 昭和25年7月1日 分立 豊島村     | 昭和30年3月31日 河辺町             | 河辺町                     | 平成17年1月11日 秋田市に編入 | 秋田市 |
| 河 辺 郡 | 松淵村         | 松淵村                      | 豊島村                     | 豊島村                      | 昭和17年4月1日 和田町に編入 | 昭和25年7月1日 分立 豊島村     | 昭和30年3月31日 河辺町             | 河辺町                     | 平成17年1月11日 秋田市に編入 | 秋田市 |
| 河 辺 郡 | 畑谷村         | 畑谷村                      | 豊島村                     | 豊島村                      | 昭和17年4月1日 和田町に編入 | 昭和25年7月1日 分立 豊島村     | 昭和30年3月31日 河辺町             | 河辺町                     | 平成17年1月11日 秋田市に編入 | 秋田市 |
| 河 辺 郡 | 豊成村         | 豊成村                      | 豊島村                     | 豊島村                      | 昭和17年4月1日 和田町に編入 | 昭和25年7月1日 分立 豊島村     | 昭和30年3月31日 河辺町             | 河辺町                     | 平成17年1月11日 秋田市に編入 | 秋田市 |
| 河 辺 郡 | 三内村         | 三内村                      | 岩見三内村                 | 岩見三内村                  | 岩見三内村                  | 岩見三内村                     | 昭和30年3月31日 河辺町             | 河辺町                     | 平成17年1月11日 秋田市に編入 | 秋田市 |
| 河 辺 郡 | 岩見村         | 岩見村                      | 岩見三内村                 | 岩見三内村                  | 岩見三内村                  | 岩見三内村                     | 昭和30年3月31日 河辺町             | 河辺町                     | 平成17年1月11日 秋田市に編入 | 秋田市 |
| 河 辺 郡 | 椿川村         | 椿川村                      | 川添村                     | 川添村                      | 川添村                      | 川添村                         | 昭和32年6月1日 雄和村に編入        | 昭和47年4月1日 町制 雄和町 | 平成17年1月11日 秋田市に編入 | 秋田市 |
| 河 辺 郡 | 田草川村       | 田草川村                    | 川添村                     | 川添村                      | 川添村                      | 川添村                         | 昭和32年6月1日 雄和村に編入        | 昭和47年4月1日 町制 雄和町 | 平成17年1月11日 秋田市に編入 | 秋田市 |
| 河 辺 郡 | 芝野新田村     | 芝野新田村                  | 川添村                     | 川添村                      | 川添村                      | 川添村                         | 昭和32年6月1日 雄和村に編入        | 昭和47年4月1日 町制 雄和町 | 平成17年1月11日 秋田市に編入 | 秋田市 |
| 河 辺 郡 | 下黒瀬村       | 下黒瀬村                    | 川添村                     | 川添村                      | 川添村                      | 川添村                         | 昭和32年6月1日 雄和村に編入        | 昭和47年4月1日 町制 雄和町 | 平成17年1月11日 秋田市に編入 | 秋田市 |
| 河 辺 郡 | 平沢村         | 平沢村                      | 川添村                     | 川添村                      | 川添村                      | 川添村                         | 昭和32年6月1日 雄和村に編入        | 昭和47年4月1日 町制 雄和町 | 平成17年1月11日 秋田市に編入 | 秋田市 |
| 河 辺 郡 | 石田村         | 石田村                      | 川添村                     | 川添村                      | 川添村                      | 川添村                         | 昭和32年6月1日 雄和村に編入        | 昭和47年4月1日 町制 雄和町 | 平成17年1月11日 秋田市に編入 | 秋田市 |
| 河 辺 郡 | 妙法村         | 妙法村                      | 川添村                     | 川添村                      | 川添村                      | 川添村                         | 昭和32年6月1日 雄和村に編入        | 昭和47年4月1日 町制 雄和町 | 平成17年1月11日 秋田市に編入 | 秋田市 |
| 河 辺 郡 | 相川村         | 相川村                      | 中川村                     | 明治28年11月8日 戸米川村    | 戸米川村                    | 戸米川村                       | 昭和31年9月30日 雄和村             | 昭和47年4月1日 町制 雄和町 | 平成17年1月11日 秋田市に編入 | 秋田市 |
| 河 辺 郡 | 女米木村       | 女米木村                    | 中川村                     | 明治28年11月8日 戸米川村    | 戸米川村                    | 戸米川村                       | 昭和31年9月30日 雄和村             | 昭和47年4月1日 町制 雄和町 | 平成17年1月11日 秋田市に編入 | 秋田市 |
| 河 辺 郡 | 戸賀沢村       | 戸賀沢村                    | 中川村                     | 明治28年11月8日 戸米川村    | 戸米川村                    | 戸米川村                       | 昭和31年9月30日 雄和村             | 昭和47年4月1日 町制 雄和町 | 平成17年1月11日 秋田市に編入 | 秋田市 |
| 河 辺 郡 | 種沢村         | 種沢村                      | 中川村                     | 明治28年11月8日 種平村      | 種平村                      | 種平村                         | 昭和31年9月30日 雄和村             | 昭和47年4月1日 町制 雄和町 | 平成17年1月11日 秋田市に編入 | 秋田市 |
| 河 辺 郡 | 平尾鳥村       | 平尾鳥村                    | 中川村                     | 明治28年11月8日 種平村      | 種平村                      | 種平村                         | 昭和31年9月30日 雄和村             | 昭和47年4月1日 町制 雄和町 | 平成17年1月11日 秋田市に編入 | 秋田市 |
| 河 辺 郡 | 左手子村       | 左手子村                    | 中川村                     | 明治28年11月8日 種平村      | 種平村                      | 種平村                         | 昭和31年9月30日 雄和村             | 昭和47年4月1日 町制 雄和町 | 平成17年1月11日 秋田市に編入 | 秋田市 |
| 由 利 郡 | 新波村         | 新波村                      | 大正寺村                   | 大正寺村                    | 大正寺村                    | 昭和23年4月1日 所属変更 河辺郡 | 昭和31年9月30日 雄和村             | 昭和47年4月1日 町制 雄和町 | 平成17年1月11日 秋田市に編入 | 秋田市 |
| 由 利 郡 | 繋村           | 繋村                        | 大正寺村                   | 大正寺村                    | 大正寺村                    | 昭和23年4月1日 所属変更 河辺郡 | 昭和31年9月30日 雄和村             | 昭和47年4月1日 町制 雄和町 | 平成17年1月11日 秋田市に編入 | 秋田市 |
| 由 利 郡 | 神ヶ村         | 神ヶ村                      | 大正寺村                   | 大正寺村                    | 大正寺村                    | 昭和23年4月1日 所属変更 河辺郡 | 昭和31年9月30日 雄和村             | 昭和47年4月1日 町制 雄和町 | 平成17年1月11日 秋田市に編入 | 秋田市 |
| 由 利 郡 | 碇田村         | 碇田村                      | 大正寺村                   | 大正寺村                    | 大正寺村                    | 昭和23年4月1日 所属変更 河辺郡 | 昭和31年9月30日 雄和村             | 昭和47年4月1日 町制 雄和町 | 平成17年1月11日 秋田市に編入 | 秋田市 |
| 由 利 郡 | 萱ヶ沢村       | 萱ヶ沢村                    | 大正寺村                   | 大正寺村                    | 大正寺村                    | 昭和23年4月1日 所属変更 河辺郡 | 昭和31年9月30日 雄和村             | 昭和47年4月1日 町制 雄和町 | 平成17年1月11日 秋田市に編入 | 秋田市 |
| 由 利 郡 | 向野村         | 向野村                      | 大正寺村                   | 大正寺村                    | 大正寺村                    | 昭和23年4月1日 所属変更 河辺郡 | 昭和31年9月30日 雄和村             | 昭和47年4月1日 町制 雄和町 | 平成17年1月11日 秋田市に編入 | 秋田市 |

## 行政
歴代郡長
| 代 | 氏名 | 就任年月日                 | 退任年月日                | 備考                   |
| -- | ---- | -------------------------- | ------------------------- | ---------------------- |
| 1  |      | 明治11年（1878年）12月23日 |                           |                        |
|    |      |                            | 大正15年（1926年）6月30日 | 郡役所廃止により、廃官 |